# Ян Анкерман
Ян Анкерман (нід. Jan Ankerman, 2 березня 1906 — 27 грудня 1942) — нідерландський хокеїст на траві.
Срібний призер Олімпійських Ігор 1928 року.